# Йохан I (Шлайден)
Йохан I фон Шлайден (на немски: Johann I von Schleiden; * пр. 1343 † между 28 април 1379 – 14 февруари 1381) е господар на Шлайден-Нойенщайн и рицар в Айфел планина в Северен Рейн-Вестфалия, Германия.

## Произход и управление
Той е син на Конрад III фон дер Шлайден († 1345) и първата му съпруга Йохана фон Вилденберг († 1339), правнучка на Филип II фон Вилденберг († 1277), сестра на Филип IV фон Вилденберг († 1328/1329), дъщеря на Йохан фон Вилденберг († сл. 1310) и Ирмгард фон Оурен († сл. 1340). Баща му се жени втори път 1343 г. за Йохана фон Райфершайд († сл. 1344).
През Средновековието от 12 век Шлайден е център на Господството Шлайден, от 1602 г. на Графството Шлайден.
През 1361 г. Йохан I и брат му Конрад фон Шлайден († 1365), който е пропст в „Св. Гереон“ в Кьолн, сменят имот с Ормонт и Нойенщайн. Конрад фон Шлайден построява ок. 1365 г. замък Нойенщайн високо над левия бряг на река Прюм.
Линията в Шлайден съществува до 1593 г.

## Фамилия
Йохан I фон Шлайден се жени 1340 г. за графиня Елизабет фон Вирнебург († сл. 1380), сестра на Йохан фон Вирнебург († 1371), архиепископ на Кьолн, дъщеря на граф Рупрехт III фон Вирнебург († 1355) и Агнес фон Вестербург († 1339), дъщеря на Хайнрих I фон Вестербург († 1288) и Агнес фон Изенбург-Лимбург († 1319). Те имат шест деца:
- Конрад IV фон Шлайден-Нойенщайн (* пр. 1340; † ок. 9 юли 1420), господар на Шлайден и Нойенщайн, шамберлен на Франция, женен пр. 13 май 1381 г. за Ирмгард ван Хорн († 1394), дъщеря на Дитрих ван Хорн-Первец († 1378) и Катарина Бертхут († 1380); баща на:
  - Йохан II фон Шлайден († 1434), последният господар на Шлайден, женен 1421 г. за Анна фон Бланкенхайм († 1444); имат две дъщери
  - Катарина фон Шлайден фрау фон Щолценберг († пр. 26 май 1441), омъжена I. пр. 3 август 1393 г. за Арнолд III фон Боланд-Щолценбург († 1397), II. на 21 декември 1397 г. за граф Йохан IV фон Зафенберг-Нойенар († 1398/1400), III. на 24 септември 1409 г. за Рорих III фон Рененберг († 1470)
- Фридрих фон Шлайден († 1426)
- Валрам фон Шлайден († сл. 1402)
- Берта фон Шлайден († 1389), омъжена пр. 1374 г. за Гийом де Лин († 1387)
- Агнес фон Шлайден († сл. 1414), омъжена пр. 1 октомври 1377 г. за Йохан фон Щайн-Льовенберг († сл. 1404)
- Катарина фон Шлайден († сл. 1402), омъжена за Арнолд фон Боланд господар цу Щолценберг

- Дворец Нойенщайн